# Гокшё
Гокшё (норв. Goksjø) — озеро в муниципалитетах Саннефьорд и Ларвик, фюльке Вестфолл, Норвегия. Площадь поверхности Гокшё — 3,4 км². Площадь его водосборного бассейна — 193,06 км². Средняя глубина составляет 7,6 метра, максимальная — 23 метра. Лежит на высоте 28 м над уровнем моря.

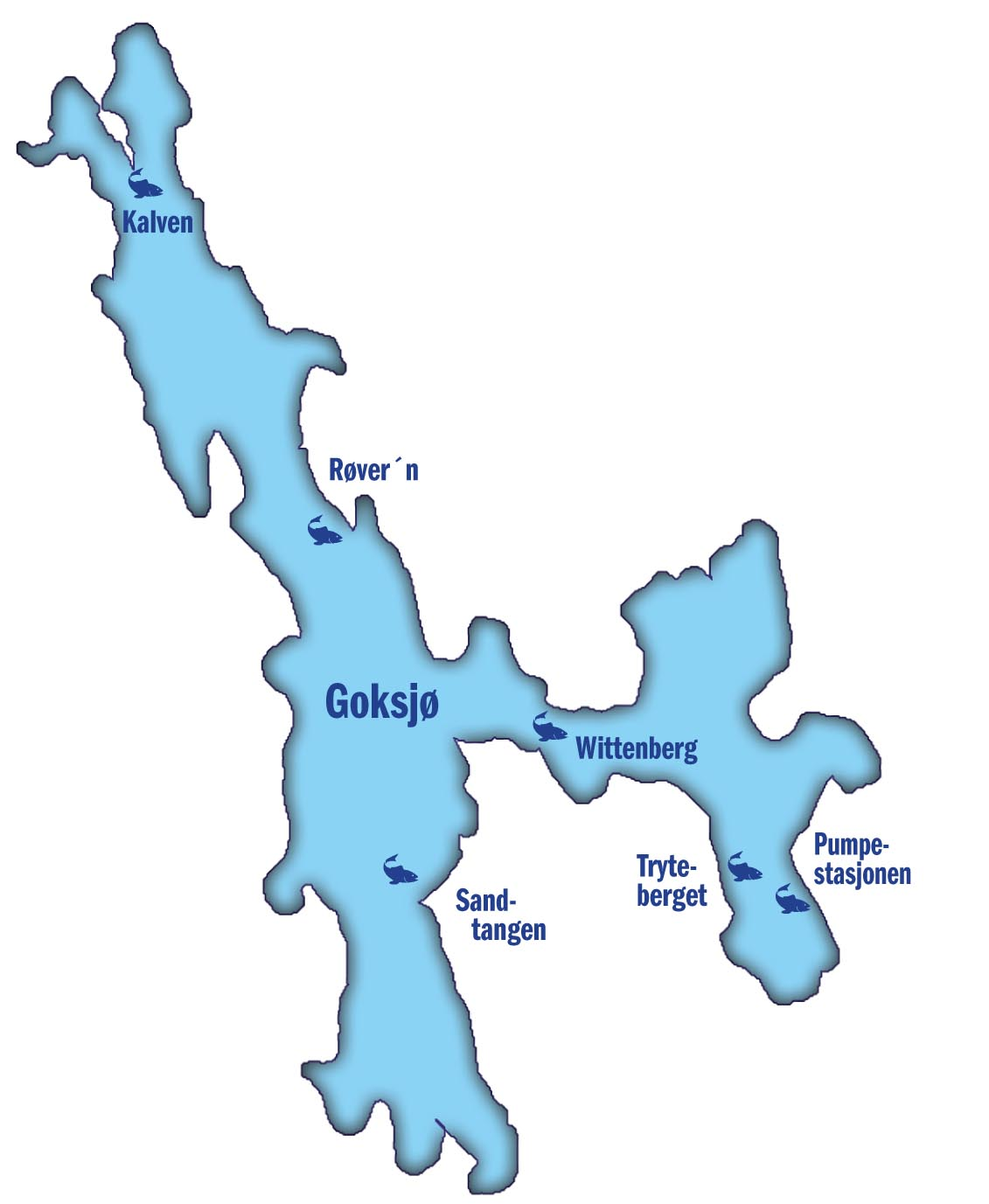
Места для рыбалки на озере

Гокшё самое крупное озеро в коммуне Саннефьорд и третье по величине в округе Вестфолл. Оно окружено сельскохозяйственными угодьями. Особенность озера Гокшё состоит в том, что самые большие притоки и вытекающая река расположены на одном северном конце озера. Крупнейшие впадающие реки — Сторельва и Скоргеелва. Исходящая река — Хагнесельва, которая течет в северо-восточном направлении, пока не сливается со Свартоа.
В озере обитают щука, язь, елец, краснопёрка, речной угорь, речной окунь. Озеро используется для катания на коньках, гребли на каноэ, плавания, рыбалки и других развлекательных мероприятий.